# María Sorté
María Sorté (Chihuahua, 11. svibnja 1955. — ) meksička je glumica i pjevačica. Poznata je po svojim ulogama u telenovelama.

## Biografija
Rođena je 1955. u Chihuahui, meksičkoj saveznoj državi, kao María Harfuch Hidalgo, kći Joséa Harfucha Stefana i Celije Hidalgo. Otišla je u Mexico City studirati medicinu.
Udala se za političara Javiera Garcíju Paniaguu. Rodila je dva sina, Omara i Adriana. 
Ima šestero unučadi.

## Karijera
María je glumila u mnogim telenovelama. Njezine najpoznatije uloge su one Maríje Magdalene (Između ljubavi i mržnje) i Aurore (More ljubavi).
Neke njezine pjesme:
- Me muero por estar contigo
- De telenovela
- Vuelve otra vez
- Más que loca
- Esperame una noche.[1]